# أحمد سعيد (أوكا)
أحمد سعيد (مواليد 13 مارس، 1984 في القاهرة) هو لاعب كرة قدم مصري. يلعب حاليا في صفوف نادي الرجاء، وبدأ باللعب مع منتخب مصر لكرة القدم في عام 2009.

## الروابط الخارجية
- أحمد سعيد على موقع الاتحاد الدولي (مؤرشف)  (الإنجليزية)
- أحمد سعيد على موقع قاعدة بيانات كرة القدم.إي يو (الإنجليزية)
- أحمد سعيد على موقع ناشيونال فوتبول تيمز (الإنجليزية)
- أحمد سعيد على موقع Soccerway.com (الإنجليزية)
- أحمد سعيد على موقع عالم كرة القدم.نت (الإنجليزية)